# Studio 60 na Sunset Stripu
Studio 60 na Sunset Stripu je američka televizijska serija koju je kreirao Aaron Sorkin. Sveukupno je imala 22 epizode.
Radnja serije odvija se iza kulisa izmišljenog humorističnog showa (također znanog i pod imenom "Studio 60 na Sunset Stripu" ili samo "Studio 60") na izmišljenoj televizijskoj mreži NBS (National Broadcasting System), a čiji je format sličan onome koji ima NBC-jev popularni show Saturday Night Live. Glavni likovi serije su izvršni producent Matt Albie (Matthew Perry) i Danny Tripp (Bradley Whitford). Matt je glavni pisac showa, a Danny ga režira. 
Serija Studio 60 na Sunset Stripu prikazivala se na televizijskoj mreži NBC od 18. rujna 2006. godine do 28. lipnja 2007. godine.

## Likovi i glumci

### Glavni likovi
Studio 60 zapošljava veliki glumački ansambl koji odigrava uloge osoblja koje sudjeluje u produkciji ovog kasno-noćnog showa. 
Danny Tripp (Bradley Whitford) - bivši producent Studija 60 koji je pozvan natrag kako bi režirao/producirao show nakon što dotadašnji izvršni producent Wes Mendell bude otpušten. Blisko surađuje s Mattom Albiejem, njegovim dugogodišnjim prijateljem. Liječeni je ovisnik o drogi. 
Matt Albie (Matthew Perry) - bivši pisac za Studio 60 koji na početku serije preuzima produkciju showa skupa sa svojim dugogodišnjim prijateljem Dannyjem Trippom kao izvršni producent i glavni pisac. Matt je također bivši/sadašnji/bivši dečko glumice Harriet Hayes.
Jordan McDeere (Amanda Peet) - nedavno zaposlena kao voditeljica zabavnog programa na izmišljenoj televizijskoj mreži National Broadcasting System, čiji je glavni program upravo Studio 60.
Harriet Hayes (Sarah Paulson) - vrlo talentirana, seksi glumica, pobožni Katolik i članica "Velike Trojke" Studija 60. Također je i bivša/sadašnja/bivša djevojka glavnog pisca showa Matta Albieja. Tijekom serije nalazi se u vezi s Lukeom Scottom, bivšim piscem u Studiju 60 i Mattovim protivnikom koji je postao uspješan redatelj. Lik Harriett djelomično je baziran na glumici Kristin Chenoweth s kojom je autor serije Sorkin izlazio prije nego što je ona započela glumiti u Zapadnom krilu.
Tom Jeter (Nate Corddry) - još jedan član "Velike Trojke". Dolazi sa srednjeg zapada, a njegov brat koji služi u vojsci upravo je poslan u Afganistan. Tijekom serije počne izlaziti s Lucy, jednom od autorica skečeva za show. 
Simon Stiles (D.L. Hughley) - posljednji član "Velike Trojke". Savršeni učenik visoke škole na Yaleu, njegova prvotna namjera je bila da postane dramski glumac, a ne komičar.
Jack Rudolph (Steven Weber) - predsjednik izmišljene televizijske mreže National Broadcasting System i Jordanin šef. Tijekom serije rastaje se od svoje žene.
Cal Shanley (Timothy Busfield) - redatelj showa Studio 60. Ima dvoje djece i obožava vojnu povijest. (Busfield je također i režirao nekoliko epizoda serije, kao što je to učinio i sa serijom Sports Night čiji je autor također bio Aaron Sorkin).

### Sporedni likovi
Jeannie Whatley (Ayda Field) - jedna od članica osoblja u showu. Također je povremena Mattova ljubavnica i Harrietina bliska prijateljica, a na poslu voli tračati.
Alex Dwyer (Simon Helberg) - član osoblja u showu; glavni je imitator na setu. Na showu ima vlastiti skeč - The Nicolas Cage Show - u kojem glumi glavni lik, a također imitira Toma Cruisea i Bena Stillera. 
Dylan Killington (Nate Torrence) - novopridošli član osoblja showa. Dylan igra različite likove u showu. Zaljubljen je u Jeannie, a u jednoj epizodi, iako nevoljko, primoran je zamijeniti Simona u skeču o vijestima. 
Samantha Li (Camille Chen) - članica osoblja showa. 
Ricky Tahoe (Evan Handler) - je bivši izvršni producent showa i bivši pisac. U jednoj epizodi on i Ron napuštaju Studio 60 kako bi pokušali prodati pilot epizodu televizijskoj mreži Fox za seriju "Peripheral Vision Man" koja je temeljena na jednom od skečeva iz Studija 60. Matt nije dobro reagirao na Rickyjev odlazak iz showa.
Ron Oswald (Carlos Jacott) - je bivši izvršni producent showa i bivši pisac. Zajedno s Rickyjem napušta Studio 60 kako bi Foxu prodao ideju za pilot epizodu televizijske serije "Peripheral Vision Man"; međutim njegov odlazak prošao je puno mirnije i bolje od Rickyjevog. 
Wilson White (Edward Asner) - voditelj Tunney Media Grupe, konglomerata koji je vlasnik NBS-a. On je glavni investitor u Macao dogovoru. 
Lucy Kenwright (Lucy Davis) - juniorska članica scenarističkog osoblja i jedini član koji ostane raditi u Studiju 60 nakon što ga preuzmu Matt i Danny. Iako je skupa s Dariusom trebala imati svoj prvi skeč u showu, zbog događaja iz stvarnog života to joj nije uspjelo. Tijekom serije započne izlaziti s Tomom Jeterom.
Darius Hawthorne (Columbus Short) - Mattov pomoćnik. Matt i Simon doveli su Dariusa u Studio 60 nakon što su nazočili njegovom užasnom stand-up nastupu. U jednoj epizodi Simon se naljuti na Dariusa zbog toga što je ovaj ideju za jedan skeč dao Lucy. 
Andy Mackinaw (Mark McKinney) - dolazi u epizodi "B-12" nakon što Ricky i Ron napuste Studio 60, a kad Matt zatreba pomoć u pisanju skečeva. Andy je bio pisac u Studiju 60 prije nego što su Matt i Danny otišli iz showa prvi put. Od tada, Andyjeva žena i kćerka su poginule u prometnoj nesreći. Zbog toga Andy je postao jako negativan, a od tog događaja samo se jednom nasmijao. 
Martha O'Dell (Christine Lahti) - novinarka, dobitnica Pulitzerove nagrade koja radi na priči za Vanity Fair o novom vodstvu Studija 60. Uspijeva otkriti i najsitnije detalje privatnih i poslovnih života gotovo svih likova. Marthin lik temeljen je na stvarnoj kolumnistici Maureen Dowd, koja je jedno vrijeme bila u vezi s autorom serije Sorkinom. 
Suzanne (Merritt Wever) - u epizodi "B-12" postaje Mattova pomoćnica, a kasnije će se s njim sukobiti oko njegove drogeraške prošlosti. 
Hallie Galloway (Stephanie Childers) - potpredsjednica alternativnog programa (tzv. Reality TV) za NBS koja s Jordan često dolazi u sukob. Prvi put se pojavila u epizodi "Monday". McDeere je izrazila bojazan da Galloway želi zauzeti njezino mjesto Predsjednice televizijske mreže.
Mary Tate (Kari Matchett) - odvjetnica izmišljene tvrtke Gage Whitney Page koju zaposli NBS i koja se zaljubljuje u Matta. U drugoj polovici sezone, Maryine odvjetničke sposobnosti doći će do izražaja kada Tomov brat postane žrtva otmice u Afganistanu.
Shelly Green (Wendy Phillips) - je šefica promidžbe u NBS-u.

### Ostali glumci
Judd Hirsch kao Wes Mendell - kreator Studija 60 kojem otkaz daje Jack Rudolph nakon njegovog javnog istupa tijekom prijenosa uživo, a u kojem izražava nezadovoljstvo trenutnim stanjem na televiziji. Iako se pojavio samo u Pilot epizodi, Matt i Danny vrlo često spominju Wesa koji je na njih imao snažan utjecaj. 
Fred Stoller kao Lenny Gold - komičar od kojeg je jedan od osoblja scenarista Studija 60 možda ukrao materijal za skečeve. 
Kim Tao (Julia Ling) - pojavila se u pet epizoda kao nadarena violinistica koja govori čak pet stranih jezika. Ona je službeni prevoditelj svojem ocu tijekom Macao dogovora. Kim je najveća Tomova obožavateljica i, zbog toga, želi postati komičarkom premda su želje njezinog oca sasvim drugačije. 
Eli Weinraub (Eli Wallach) - pojavio se u epizodi "The Wrap Party" kao ostarjeli, ali nestašan čovjek vrlo zanimljive - i poznate - prošlosti. Glumac Wallach za ovu je ulogu bio nominiran za prestižnu televizijsku nagradu Emmy.
John Goodman kao Robert "Bobby" Bebe - sudac iz Nevade koji se pojavljuje u dvije epizode. Za ovu ulogu Goodman je osvojio nagradu Emmy. 
Kevin Eubanks pojavio se kao on sam u epizodi "The Christmas Show".
Felicity Huffman, Lauren Graham, Allison Janney, Masi Oka, Howie Mandel, Rob Reiner, Jason Alexander i Jenna Fischer također su se pojavili kao oni sami u nekoliko epizoda serije.
Sting, Corinne Bailey Rae, Gran Bel Fisher, Three 6 Mafia i Natalie Cole pojavili su se kao oni sami u ulozi glazbenih gostiju showa u različitim epizodama serije.

## Utjecaji na seriju
Pilot epizoda serije jako aludira na poznati film TV mreža. U ranoj fazi razvoja serije, izmišljena televizijska mreža NBS na kojoj se prikazuje Studio 60 se zvala UBS, kao i korporacija u filmu TV mreža. 
Kao što je to i tipično za Aarona Sorkina i redatelja Thomasa Schlammea, ekipa iza kamere sastoji se od velikog broja ljudi koji su već ranije surađivali na njihovim serijama (Sports Night i Zapadno krilo). Bradley Whitford, Timothy Busfield, John Goodman, Evan Handler i Matthew Perry radili su na Zapadnom krilu. Busfield je režirao dvije epizode serije Sports Night, također. Prvi gost showa u seriji Studio 60 je Felicity Huffman (koja glumi samu sebe), a koja je glumila glavni ženski lik u seriji Sports Night te također gostovala u seriji Zapadno krilo. 
Sorkin se služio vlastitim iskustvima kao pisac dok je stvarao likove serije. U epizodi "The Focus Group" Rob kaže: "Nitko ne može pisati 90 minuta televizije svakoga tjedna sam. Bio bi mrtav do šeste emisije." Sorkin je poznat po tome što je sam napisao većinu epizoda u prve četiri sezone serije Zapadno krilo.
S tehničkog aspekta serija se služi poznatom metodom "Walk and Talk" (u slobodnom prijevodu "Hodaj i pričaj") koja se vrlo često upotrebljavala u serijama Sports Night i Zapadno krilo. 
Vrlo neobičan primjer uspredbe serija Studio 60 na Sunset Stripu i Zapadnog krila predstavlja upotreba šale u epizodi "B-12". U sceni, Matt priča vic Harriet koja ga kasnije bezuspješno pokušava ponoviti. Isti taj vic je iskorišten i u seriji Zapadno krilo, u petoj epizodi pete sezone kada ga Amy Gardner priča Joshu Lymanu. Iako tu na prvi pogled ne treba biti ništa čudno, budući je Sorkin autor obiju serija, zanimljivo je napomenuti da je spomenuta epizoda Zapadnog krila napisana i snimljena nakon njegovog odlaska iz serije. 
Veza između Harriet i Matta temeljena je na Sorkinovoj vezi s glumicom Kristin Chenoweth koja je u Zapadnom krilu glumila lik Annabeth Schott. U Pilot epizodi, jedan od razloga zašto su Matt i Harriet prekinuli je bio taj što se Harriet odlučila pojaviti u emisiji "The 700 Club" kako bi promovirala svoj glazbeni katolički album. 2005. godine glumica Chenoweth također je gostovala u emisiji "The 700 Club" i na taj način razljutila svoje gay obožavatelje zbog voditelja emisije Pata Robertsona. Za razliku od Matta i Harriet, Sorkin i Chenoweth nisu radili zajedno na Zapadnom krilu. On je iz serije otišao na kraju četvrte sezone, a Chenoweth se glumačkoj postavi pridružila tijekom šeste sezone. 
Lik Jordan McDeere blago je temeljen na bivšoj predsjednici ABC-a Jamie Tarses, koja je radila na seriji kao konzultant.

## Popis epizoda i njihov rejting
| #  | Naziv epizode                  | Datum emitiranja    | Rejting | Share | Demografija gledatelja (18-49) | Gledatelji (u milijunima) | Pozicija |
| -- | ------------------------------ | ------------------- | ------- | ----- | ------------------------------ | ------------------------- | -------- |
| 1  | "Pilot"                        | 18. rujna 2006.     | 8.6     | 14    | 5.0                            | 13.14                     | # 22     |
| 2  | "The Cold Open"                | 25. rujna 2006.     | 7.5     | 12    | 4.4                            | 10.82                     | # 33     |
| 3  | "The Focus Group"              | 2. listopada 2006.  | 6.0     | 10    | 3.5                            | 8.85                      | # 47     |
| 4  | "The West Coast Delay"         | 9. listopada 2006.  | 5.8     | 9     | 3.8                            | 8.66                      | # 51     |
| 5  | "The Long Lead Story"          | 16. listopada 2006. | 5.3     | 8     | 3.1                            | 7.74                      | # 55     |
| 6  | "The Wrap Party"               | 23. listopada 2006. | 5.1     | 8     | 3.2                            | 7.72                      | # 60     |
| 7  | "Nevada Day (1)"               | 6. studenog 2006.   | 4.8     | 8     | 3.3                            | 7.67                      | # 56     |
| 8  | "Nevada Day (2)"               | 13. studenog 2006.  | 5.0     | 8     | 3.2                            | 7.58                      | # 58     |
| 9  | "The Option Period"            | 20. studenog 2006.  | 4.7     | 8     | 3.1                            | 7.17                      | # 60     |
| 10 | "B-12"                         | 27. studenog 2006.  | 4.8     | 8     | 3.3                            | 7.27                      | # 60     |
| 11 | "The Christmas Show"           | 4. prosinca 2006.   | 4.9     | 8     | 3.0                            | 7.33                      | # 52     |
| 12 | "Monday"                       | 22. siječnja 2007.  | 5.3     | 8     | 3.2                            | 7.25                      | # 48     |
| 13 | "The Harriet Dinner – Part I"  | 29. siječnja 2007.  | 4.8     | 7     | 3.0                            | 6.86                      | # 53     |
| 14 | "The Harriet Dinner – Part II" | 5. veljače 2007.    | 4.6     | 7     | 3.2                            | 7.00                      | # 59     |
| 15 | "The Friday Night Slaughter"   | 12. veljače 2007.   | 4.3     | 7     | 2.8                            | 6.39                      | # 68     |
| 16 | "4AM Miracle"                  | 19. veljače 2007.   | 4.1     | 7     | 2.6                            | 6.10                      | # 63     |
| 17 | "The Disaster Show"            | 24. svibnja 2007.   | 2.7     | 5     | 1.7                            | 3.90                      | # 76     |
| 18 | "Breaking News"                | 31. svibnja 2007.   | 2.9     | 5     | 1.6                            | 4.08                      | n/a      |
| 19 | "K&R"                          | 7. lipnja 2007.     | 3.1     | 5     | 1.7                            | 4.35                      | # 66     |
| 20 | "K&R - Part II"                | 14. lipnja 2007.    | 3.0     | 6     | 1.7                            | 4.25                      | n/a      |
| 21 | "K&R - Part III"               | 21. lipnja 2007.    | 3.0     | 5     | 1.8                            | 4.42                      | # 53     |
| 22 | "What Kind of Day Has It Been" | 28. lipnja 2007.    | 2.7     | 5     | 2.0                            | 4.20                      | n/a      |

## Nagrade i nominacije
Serija Studio 60 na Sunset Stripu za svoju jedinu sezonu dobila je 5 nominacija za prestižnu televizijsku nagradu Emmy, od čega je osvojila jednu i to onu u kategoriji najboljeg glumca gosta (John Goodman). Ostale nominacije su bile također u kategoriji glumca gosta (Eli Wallach) te za najbolju režiju (Thomas Schlamme za Pilot epizodu), najbolju kameru (Pilot epizoda) i najbolji casting dramske serije. 
Serija je zaradila tek jednu nominaciju za Zlatni globus, u kategoriji sporedne ženske uloge - Sarah Paulson za ulogu Harriet Hayes. Od ostalih nominacija svakako treba izdvojiti čak četiri nominacije za Satellite Awards (najbolji glavni glumci Matthew Perry i Bradley Whitford te najbolje glavne glumice Amanda Peet i Sarah Paulson) kao i nominacije Writers Guild of America i Directors Guild of America za Pilot epizodu u kategorijama najboljeg scenarija (Aaron Sorkin) i najbolje režije (Thomas Schlamme). 

## Serija na DVD-ovima
U Hrvatskoj serija Studio 60 na Sunset Stripu još uvijek nije izdana. Za 2. regiju izdana je kompletna serija u pakiranju od šest diskova koja, osim svih epizoda, sadrži i posebne dodatke.

## Također pogledajte
- Zapadno krilo